# Emmanuel Amunike
Emmanuel Amunike (Eze Obodo, 25 dicembre 1970) è un allenatore di calcio, dirigente sportivo ed ex calciatore nigeriano, di ruolo attaccante, tecnico dell'Heartland.
Conta  27 presenze e 9 gol con la nazionale nigeriana, con cui partecipò al campionato del mondo 1994 e vinse la Coppa d'Africa 1994 e la Olimpiadi 1996, segnando il gol decisivo nella finale contro l'Argentina. Per le sue prestazioni nei primi due tornei vinse il premio come Calciatore africano dell'anno nel 1994. Nel 1996 vinse il premio BBC African Footballer of the Year, assegnato dalla BBC Radio.

## Carriera

### Club
Cresciuto nel Concord, esordì nel 1990 per poi passare nel 1991 allo Julius Berger, con cui vinse il campionato nigeriano.
Nel 1991 si trasferì in Egitto, allo Zamalek, con cui vinse il campionato egiziano nel 1991-1992 e nel 1992-1993, la Coppa dei Campioni d'Africa nel 1993 e la Supercoppa CAF nel 1994.
Nel 1994 firmò per lo Sporting Lisbona. Divenne molto popolare nella prima stagione, dopo aver segnato un gol decisivo contro i rivali del Benfica; con il club della capitale lusitana vinse la Coppa di Portogallo nel 1994-1995 e la Supercoppa di Portogallo nel 1995.
Comprato dal Barcellona per 3,6 milioni di dollari nel 1996, riuscì a giocare solo la prima stagione 1996-1997, prima di essere continuamente bersagliato dagli infortuni. Problemi al ginocchio lo tennero lontano anche dal campionato mondiale del 1998. Amunike non si ristabilì mai completamente e si ritirò dopo aver giocato l'ultimo anno in Giordania.

### Nazionale
Esordì in nazionale il 3 settembre 1994 nell'amichevole contro il Ghana terminata con il risultato di 0-0. Vinse la Coppa d'Africa 1994 con la sua nazionale e fu poi convocato per il campionato del mondo 1994, dove segnò contro la Bulgaria nella fase a gironi e contro l'Italia agli ottavi, prima della doppietta di Roberto Baggio che qualificò gli azzurri ed eliminò i nigeriani.
Alla Coppa re Fahd 1995 ottenne la medaglia di bronzo con la sua nazionale. Sbagliò, ai rigori, il tiro che avrebbe permesso di vincere la finale per il terzo posto contro il Messico.
Vinse anche l'Olimpiade del 1996, dove realizzò al 90' il gol decisivo per battere per 3-2 in finale l'Argentina olimpica. Costretto a saltare il campionato del mondo 1998 per problemi alla caviglia, concluse l'esperienza in nazionale con due presenze nella Coppa d'Africa 2000, dove la Nigeria si piazzò seconda perdendo la finale ai rigori.

## Palmarès

### Giocatore

#### Club

##### Competizioni nazionali
- Campionato nigeriano: 1

Julius Berger: 1991
- Campionato egiziano: 2

Al-Zamalek: 1991-1992, 1992-1993
- Coppa di Portogallo: 1

Sporting Lisbona: 1994-1995
- Supercoppa di Portogallo: 1

Sporting Lisbona: 1995
- Campionato spagnolo: 2

Barcellona: 1997-1998, 1998-1999
- Coppa di Spagna: 2

Barcellona: 1996-1997, 1997-1998

##### Competizioni internazionali
- Coppa dei Campioni d'Africa: 1

Al-Zamalek: 1993
- Supercoppa CAF: 1

Al-Zamalek: 1993
- Coppa delle Coppe: 1

Barcellona: 1996-1997
- Supercoppa UEFA: 1

Barcellona: 1997

#### Nazionale
- Coppa d'Africa: 1

Tunisia 1994
- Oro olimpico: 1

Atlanta 1996
- Coppa delle nazioni afro-asiatiche: 1

1995

#### Individuale
- Calciatore africano dell'anno: 1

1994
- BBC African Footballer of the Year: 1

1996

### Allenatore
- Campionato mondiale di calcio Under-17: 1

2015